# Pierre-Étienne Franc
 (avril 2025).
Pierre-Etienne Franc est un entrepreneur français. Il a été l'un des vice-président d'Air Liquide (activité hydrogène énergie) et est le cofondateur et directeur général de Hy24.

## Biographie
Pierre-Etienne Franc intègre Air Liquide en 1996.
De 2017 et 2021, il est co-secrétaire du Conseil de l’hydrogène, dont il est le cofondateur.
En 2021, il cofonde Hy24,, , un gestionnaire de fonds dédiés à l’hydrogène.